# Correios da Guiné-Bissau
La Direction générale Correios da Guiné-Bissau est l’opérateur public du service postal de Guinée-Bissau, désigné pour remplir les obligations découlant de l'adhésion à la Convention de l'Union Postale Universelle.

## Réglementation
Légalement, l'administration postale de la Guinée-Bissau doit être considérée comme une Direction Générale sans entité juridique distincte, rattachée au ministère des transports et de la communication. Cependant, l'administration postale fonctionne comme une société indépendante, car son budget, même s'il fait partie du budget général de l'État, est mis en œuvre indépendamment des structures administratives et procédures de l'État.

## Activités
La Guinée-Bissau n’a pas défini clairement les limites ou la portée du service universel.